# الدواكلة (حيران)

تعديل مصدري - تعديل

الدواكلة هي إحدى قرى عزلة الدير بمديرية حيران التابعة لمحافظة حجة، بلغ تعداد سكانها 148 نسمة حسب تعداد اليمن لعام 2004.